# Trinidad (Paraguay)
Trinidad es un distrito y ciudad del Departamento de Itapúa, Paraguay. Es conocida por poseer una de las misiones jesuíticas más importantes de la región, la Misión jesuítica de Santísima Trinidad del Paraná.

## Ubicación
El distrito de Trinidad se encuentra en la zona centro-sur del departamento de Itapúa, a unos 30 km de la ciudad de Encarnación, y tiene como límites a los siguientes distritos:
- Al Norte: Jesús y Hohenau.
- Al Este: Nueva Alborada y Hohenau.
- AL Sur: Nueva Alborada y Capitán Miranda.
- Al Oeste: Capitán Miranda.

## Turismo
El principal atractivo turístico de Trinidad es la Misión jesuítica de Santísima Trinidad del Paraná, declarada Patrimonio de la Humanidad por la Unesco.

## Acceso
El acceso a Trinidad es bastante fácil; desde la ciudad de Encarnación o Ciudad del Este se toma la Ruta Nacional N° 6, el acceso a las Ruinas de Trinidad está ubicado a 700 m de la Ruta 6. Distante unos 2 km más, se encuentra el acceso a las Ruinas de Jesús de Tavarangúe.